# La tierra será roja
La tierra será roja (en danés:De røde enge) es una película danesa de 1945 dirigida por Bodil Ipsen y Lau Lauritzen Jr., basada en el libro de Ole Juul.Ambientada en la II Guerra Mundial, narra la lucha de un grupo de resistentes daneses.
La película tuvo mayormente críticas positivas y gran éxito en el Festival de Cannes, en la cual ganó como Palma de Oro en 1945.

## Sinopsis
En la Dinamarca ocupada por los alemanes durante la Segunda Guerra Mundial, el joven sabio danés Michael (Poul Reichhardt) se sienta en la cárcel de la Gestapo y espera su ejecución . Sus pensamientos se remontan a los eventos que llevaron a su captura. En una pradera en Jutlandia , Michael y sus camaradas esperan un lanzamiento británico de armas y explosivos para utilizar para la resistencia . Después, mientras está en su escondite, Michael es sorprendido por los soldados alemanes. Él dispara a su manera y puede liberarse. En un camino rural, se detiene un automóvil conducido por un oficial de campo alemán (Arne Hershold). Michael vence al oficial y le dispara. Vestido con el uniforme de oficial, Michael puede llegar a Copenhague y encuentra a su novia Ruth (Lisbeth Movin) en el hotel donde vive. Toto (Lau Lauritzen), el líder del grupo de resistencia, lo está esperando. Están planeando sabotear una fábrica de armas . Sin embargo, existe la sospecha de que hay un informante en el grupo, por lo que el plan se retrasa. 

## Reparto
| Actor               | Role                 |
| ------------------- | -------------------- |
| Poul Reichhardt     | Micheal Lans         |
| Lisbeth Movin       | Ruth Isaksen         |
| Per Buckhøj         | Prison guard Steinz  |
| Gyrd Løfqvist       | Gustav               |
| Preben Kaas         | Erik                 |
| Kjeld Jacobsen      | Hansen               |
| Arne Hersholdt      | German field marshal |
| Karl Jørgensen      | German major         |
| Lau Lauritzen Jr.   | Toto                 |
| Preben Neergaard    | Prikken              |
| Bjørn Watt-Boolsen  | Tom                  |
| Preben Lerdorff Rye | Alf                  |
| Freddy Koch         | Dryer                |
| Hjalmar Madsen      | Hotel clerk          |
| Bjørn Spiro         | Oficial alemán       |